# Neptidopsis valentina
Neptidopsis valentina är en fjärilsart som beskrevs av Pieter Cramer 1782. Neptidopsis valentina ingår i släktet Neptidopsis och familjen praktfjärilar. Inga underarter finns listade i Catalogue of Life.